# Frank Frost
Frank Otis Frost (Auvergne, (Arkansas) 15 april 1936 - Helena, 12 oktober 1999) was een Amerikaanse bluesmondharmonicaspeler.

## Biografie
Frost werd geboren als zoon van de muzikale ouders Theodore en Darthula Frost. Zijn vader speelde hoorn en zijn moeder piano. In de kerk, waarin zijn ouders speelden, leerde hij het pianospel. 
In 1951 verkaste hij naar St. Louis, waar hij bluesharmonica leerde spelen van Little Willie Foster en later van Sonny Boy Williamson II, die hem tussen 1956 en 1959 meenam op tournee als gitarist. Williamson beschouwde hem als een soort zoon. Hier speelde hij met Sam Carr, de zoon van Robert Nighthawk, met wie hij zijn hele leven lang een nauwe verbinding had. Een handblessure dwong hem om zich te concentreren op het harmonica- en pianospel.
Nadat hij in 1959 Williamson had verlaten, vormde hij met Sam Carr een duo. Ze speelden in plaatselijke bluesclubs en ook in de King Biscuit Time, een bluesprogramma uit Helena, dat werd gepresenteerd door Sonny Boy Williamson.
Vanaf 1963 ging hij met verschillende muzikanten op tournee, waaronder Albert King, B.B. King, Carl Perkins en Conway Twitty. Zijn eigen band werkte de aandacht van Sam Phillips, de eigenaar van Sun Records, die met hen de plaat Hey Boss Man! opnam bij het sublabel International. Frank Frost heeft financieel geen goede herinnering overgehouden aan Phillips.
De volgende opnamen van Frost voor Juwel Records werden geproduceerd door de gitarist Scotty Moore van Elvis Presley. Laat jaren 1970 werd hij herontdekt door de bluesfan Michael Frank uit Chicago, die met hem albums opnam voor het door hem opgerichte Earwig Records. De albums verschenen onder de bandnaam The Jelly Roll Kings.
Frost had optredens in de documentaire Deep Blues: A Musical Pilgrimage to the Crossroads over de deltablues en in de speelfilm Crossroads, waarin hij een muzikant in een jukejoint uitbeeldde. Hij trad ook op in een reclamespot voor president Bill Clinton.

## Overlijden
Frank Frost overleed in oktober 1999 op 63-jarige leeftijd aan een hartstilstand in zijn huis in Helena.

## Discografie
- 1962: Hey Boss Man!
- 1973: Frank Frost (Paula Records)
- 1985: Ride with Your Daddy Tonight
- 1988: Midnight Prowler (Earwig)
- 1990: Jelly Roll King (Charly Records)
- 1991: Jelly Roll Blues (Paula Records)
- 1992: Deep Blues (Evidence Records)
- 1996: Keep Yourself Together (Evidence Records)
- 1997: Off Yonder Wall (Fat Possum Records)
- 1998: The Jelly Roll Kings (HMG)
- 2004: Live in Lucerne (opname van het Lucerne Blues Festival in 1998)

### Gastauftritte (Auswahl)
- 1987: Big Jack Johnson – The Oil Man (Earwig)
- 1991: Big Jack Johnson – Daddy, When Is Mama Comin Home? (Earwig)
- 1997: T-Model Ford – Pee Wee Get My Gun (Fat Possum Records)
- 2000: T-Model Ford – She Ain't None Of Your'n (Fat Possum Records)
- 2005: Sonny Boy Williamson & The Blues Harp Heroes – Encore Collection (Fuel 2000, 2 cd's)
- 2005: John "Juke" Logan – The Truth Will Rock You (Mocombo)
- 2006: Various Artists – The Legendary Sounds Of Sun Studios (Metro Triples, 3 cd's)

- Biblioteca Nacional de España: XX941189
- Bibliothèque nationale de France: cb139991938 (data)
- Gemeinsame Normdatei: 134822552
- International Standard Name Identifier: 0000 0001 1441 4165
- Library of Congress Control Number: n89610390
- MusicBrainz: 5a6300d2-40f6-4297-89a4-761679e76c9b
- Nederlandse Thesaurus van Auteursnamen: 097740454
- SNAC: w67n5ngk
- Virtual International Authority File: 34553654
- WorldCat: E39PBJpVb8QQbq4d7gJGW9c773